# Storia di Cassino
La Storia di Cassino è lunga millenni: reperti testimoniano la presenza dell'uomo già 80.000 anni fa.
Dalla preistoria ad oggi la storia della è un susseguirsi di splendore, devastazione e rinascita: dal fiorente periodo romano, alle devastazioni longobarde, dall'Abbazia di Montecassino, faro di cultura nel Medio Evo, alla distruzione nella Seconda Guerra Mondiale, fino a giungere ai giorni nostri, passando per una lunga e faticosa ricostruzione.

## Origine del nome
"Cassino" è la versione italianizzata di "Casinum" con cui era chiamata la città in epoca romana. Casinum, secondo, Marco Terenzio Varrone, deriva dalla parola sabina "Cascum" o "Casnar" secondo gli osci, che significa "vecchio", a testimonianza della remota origine dell'insediamento. Un'altra ipotesi è che il nome derivi dal termine mediterraneo "karsa", cioè "roccia" o "luogo petroso" in quanto Casinum sorgeva appunto sulle pendici rocciose di Montecassino.
Nel corso della sua storia millenaria, comunque, Cassino ha avuto varie denominazioni:
1. Casinum: in epoca romana, dal III secolo a.C al V secolo d.C circa.
2. Castrum Casini: V-VII secolo.
3. Castellum Sancti Petri: VII-IX secolo. Assunse questo nome dalla trasformazione della tomba di Ummidia Quadratilla in chiesa dedicata a S. Pietro.
4. Eulogimenopoli: IX secolo. Fu il nome scelto dall'abate Bertario alla nuova città costruita ai piedi del Colle Janulo. Significava "Città di San Benedetto".
5. San Germano: IX-XIX secolo. Assunse questo nome dalla donazione delle reliquie di San Germano di Capua, custodite nella Chiesa del Salvatore e meta di pellegrinaggi.
6. Cassino: è il nome odierno che fu adottato nel 1863, riprendenco così l'antico nome Casinum.

## Dalle origini all'epoca romana

### Preistoria
I primi insediamenti sono sorti nelle caverne della collina di Montecassino, perché nella vallata vi era un bacino lacustre. Il sito più antico che si conosca, in cui sono state rinvenute tracce di abitatori primitivi, era situato sulla riva destra del fiume Gari, nei pressi dell'attuale stazione ferroviaria. In questo luogo, infatti, durante alcuni lavori di scavo, sono stati rinvenuti moltissimi utensili in selce lavorata, che ci testimoniano la presenza di un abitato preistorico risalente a circa 80.000 anni fa (periodo musteriano). Un altro sito abitato era ubicato presso l'attuale cimitero inglese, ma la sua datazione è più recente, poiché, oltre a selci lavorate, di epoca posteriore rispetto alle precedenti, sono stati rinvenuti anche frammenti di ceramica acroma.
Oltre ai rinvenimenti appena descritti, va ricordato che a 4 km ad ovest di Cassino, presso la Via Casilina, ai piedi di Montecassino, a seguito di ricerche effettuate nel 1975, sono stati rinvenuti i resti di un ulteriore centro abitato. Certamente era un villaggio molto grande, poiché aveva un'estensione di circa 10.000 m². Sul versante della montagna, tra la cima e il villaggio, c'era inoltre una zona di culto, dove sono stati rinvenuti depositi sacri di piccoli vasi votivi e statuette in argilla. Gli esperti hanno datato il villaggio e la zona di culto al IX-VII secolo a.C. Alla stessa epoca risale la necropoli scoperta nel 1951 presso l'anfiteatro romano di Cassino. Non è chiaro, però a quale popolazione debbano essere attribuite le tombe della necropoli stessa.

### Epoca pre-romana
L'origine della città di Cassino viene normalmente fatta risalire agli Osci. I numerosi reperti risalenti ad epoche precedenti, potrebbero far ritenere che l'abitato tragga origine da popolazioni autoctone (Ausoniche o Appenniniche), diventate Volsche od Osche solo in seguito. A loro, comunque, si deve, intorno al VI-V secolo a.C., il potenziamento di una cinta muraria risalente all'ultimo periodo dell'età del ferro. Tale muraglia difensiva era costituita da grossi massi sovrapposti gli uni agli altri, senza calce, che racchiudeva la cima di Montecassino (i cui resti, in parte inglobati nell'Abbazia, vengono usualmente denominati "mura ciclopiche") e l'insediamento urbano che sorgeva nella vallata sottostante. Fino all'arrivo dei Romani, la città fu Sannita.

### Epoca romana
Dopo tanti scontri con i Sanniti, i Romani occuparono definitivamente la regione nel 313 a.C. e chiamarono la città Casinum. L'abitato era collocato presso l'attuale via Crocefisso, ai piedi di Montecassino ed era attraversato dall'antica via Latina, che la collegava a Roma e Capua. La città ottenne il titolo di civitas sine suffragio alla fine del III secolo a.C. e divenne prima praefectura, poi municipium ed infine colonia a testimonianza del progressivo inserimento nell'ordinamento dell'Urbs. Di conseguenza, Casinum ebbe praefecti, duoviri, quattuorviri nonché un senato cittadino le corporationes. Un celebre praefectus di Casinum, nella seconda metà del I sec. a.C., fu Caio Fuzio.
Non ci sono molte notizie storiche sulla città nell'epoca repubblicana. Lo storico Tito Livio afferma che nel 211 a.C. Annibale transitò nell'area durante la seconda guerra punica percorrendo la Via Latina, ma non causò, sembra, molti danni, in quanto il suo scopo era quello di raggiungere ed occupare Roma. In epoca sillana (89 e 82 a.C.), nel 58 a.C. con Giulio Cesare tramite suo nipote Quinto Pedio e poi nel 42 a.C. al tempo del triumvirato Ottaviano, Marco Antonio e Lepido, colonie di ex soldati s'installarono nel territorio di Casinum.
La città raggiunse il periodo di massimo splendore nel I e II secolo d.C. Nell'epoca imperiale, infatti, la città era frequentata ed abitata da ricchi cittadini di Roma, tra i quali membri delle famiglie Ummidia, Tutia, Paccia, Lucceia  e dette a Roma diversi consoli fra cui ricordiamo, oltra a Ummidio Durmio Quadrato, Quinto Fuzio e Marco Seio Varano. Era fortificata da circa 4 km di mura e ricco di monumenti, essendo la città agiata. Ciò soprattutto grazie ad Ummidia Quadratilla, figlia del console Ummidio Durmio Quadrato. La ricca matrona romana, che viene descritta da Plinio il Giovane come una donna ricchissima dal carattere mascolino e di fisico massiccio, fece costruire, a proprie spese, l'anfiteatro ed un tempio. Quest'ultimo sarebbe poi stato adattato a tomba, che oggi attribuiamo alla stessa Ummidia, e che è noto appunto come Mausoleo di Ummidia Quadratilla. Casinum possedeva all'epoca anche un teatro, edificato sotto Augusto, nelle cui vicinanze vi era il foro, delle terme (nei pressi delle quali Marco Terenzio Varrone eresse una sua villa, e per questo oggi note come Terme Varroniane), un acquedotto lungo 22 km ed una fitta rete stradale: oltre alla Via Latina, vi era una strada che portava in Abruzzo, una sulla costa tirrenica, oltre, ovviamente, a vie di collegamento di minore importanza. Secondo la tradizione romana, inoltre, al di fuori delle mura urbane sorgeva la necropoli. La città era, inoltre, attorniata da pagi: uno di questi nei secoli è divenuto l'attuale località Sant'Angelo in Theodice.
Nell'area di Cassino esisteva un'associazione dei produttori di olio: l'olio della zona era famoso tanto da essere citato da Macrobio. La qualità della produzione agricola del territorio è sottolineata anche da Catone. Molto importante era anche l'allevamento di bestiame e la produzione di ceste e funi, data l'abbondanza di materia prima di questi prodotti nei pressi di zone ricche di acque.
Apollo era la divinità più venerata, il cui tempio era posto su Montecassino, l'acropoli della città. Tale complesso sorgeva dove oggi è l'Abbazia; aveva anche funzione militare: era difeso da una doppia cinta muraria che oggi possiamo ancora ammirare in parte; venne costruita con pesanti pietre sagomate per tenersi insieme a secco e si congiungeva alle fortificazioni cittadine. Tra le altre divinità venerate v'era Deluentinus, dio locale delle acque.
La leggenda vuole che San Pietro apostolo in persona, transitando per queste terre per raggiungere Roma, predicò per primo il Cristianesimo ai Cassinesi. Quel che è certo che a Cassino vi fu un'antica comunità di Cristiani, come testimoniano molti martiri.
Con il declino dell'impero romano, iniziò anche il declino di Casinum che subì, nel corso del V secolo, le incursioni dei Goti, dei Vandali, degli Eruli e dei Visigoti, per cui la città si ridusse ad un piccolo borgo.

## L'alto Medioevo cassinate

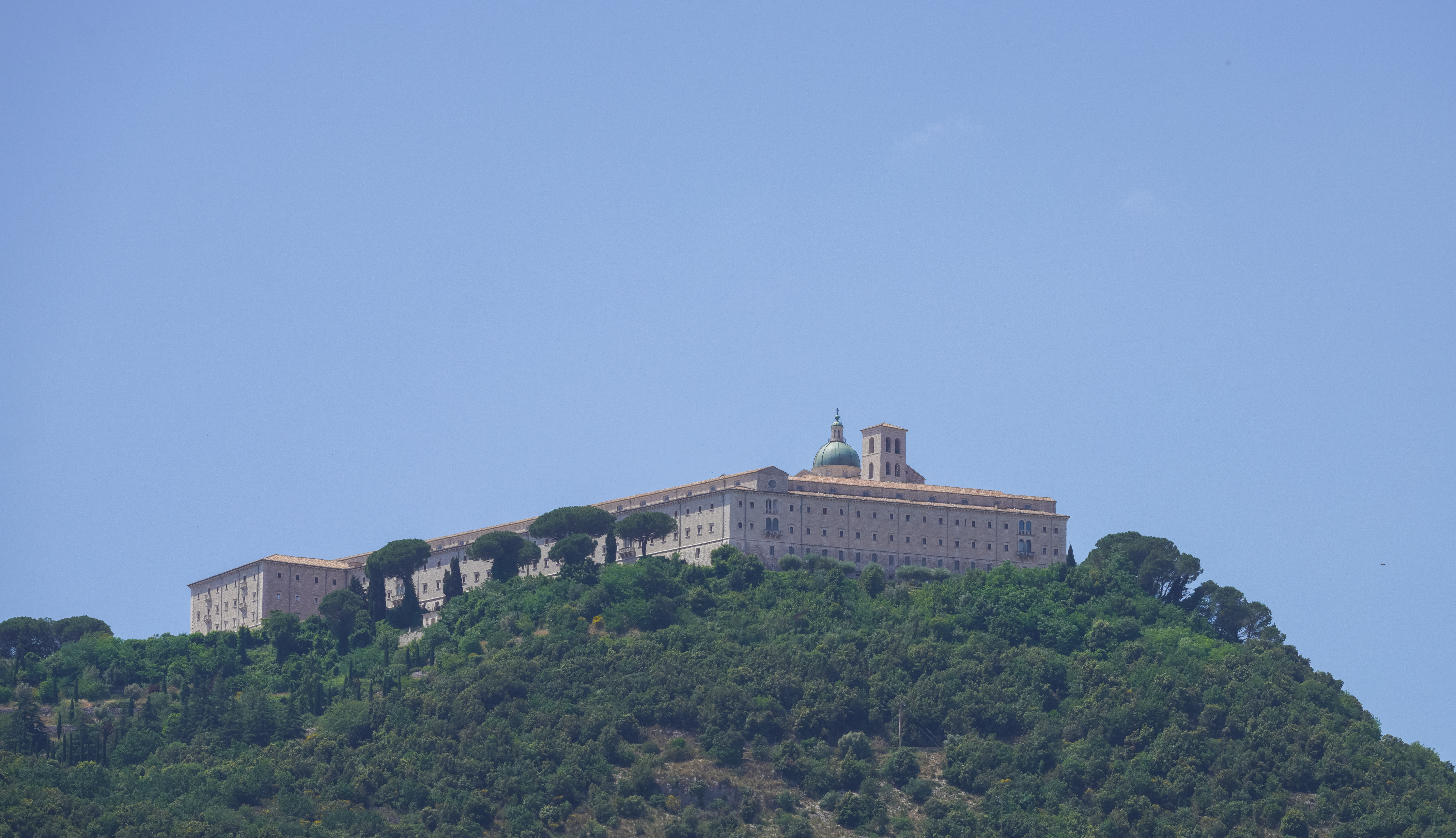
L'abbazia di Montecassino

### L'arrivo di San Benedetto
Quello che era ormai un villaggio, mutò il nome in Castrum Casini. Non sappiamo molto al riguardo dei primi secoli successivi alla caduta dell'Impero romano per l'esiguità delle fonti scritte. Quel che è certo è che seguì un periodo d'abbandono, di desolazione, d'incursioni predatorie; i campi non furono più coltivati, gli edifici andarono sgretolandosi ed il paesaggio divenne selvaggio. 
Questo era il quadro del territorio, all'arrivo di Benedetto da Norcia (tramandatoci da Papa Gregorio Magno), che, salito su Montecassino, distrusse il bosco sacro a Venere e trasformò i templi pagani in edifici di culto cristiano, santificando il luogo a San Giovanni Battista. Montecassino fu scelto da San Benedetto da Norcia come luogo per il suo primo convento, luogo di nascita dell'Ordine Benedettino, circa nel 529 d.C. e da allora non lasciò mai più questo luogo. Qui scrisse la Regola Benedettina che divenne il principio fondatore per il monachesimo occidentale. Qui ricevette in visita Totila, re degli Ostrogoti, nel 580 (l'unica data storica conosciuta con certezza della vita di Benedetto) e qui lui morì.

### Dal VI al X secolo
Nel 584 i Longobardi guidati da Zottone, invasero il territorio e saccheggiarono l'Abbazia. I monaci sopravvissuti fuggirono a Roma, dove rimasero per più di un secolo. I longobardi occuparono il territorio fino all'inizio dell'VIII secolo. Nel 718, cambiati gli equilibri politici, i monaci si poterono ristabilire a Montecassino; seguì un periodo florido: vi soggiornarono tra gli altri Paolo Diacono, lo storico dei Longobardi, e re in esilio come il franco Carlomanno, zio di Carlo Magno, ed il longobardo Rachis. Nel 744, inoltre, da una donazione del Duca longobardo Gisulfo II di Benevento, nacque la Terra Sancti Benedicti, insieme delle proprietà abbaziali, soggette solo all'autorità dell'Abate e del Papa. Così Montecassino divenne la capitale di un territorio vasto e strategico attraverso il quale passavano le strade congiungenti il Ducato longobardo di Benevento, le città-stato bizantine della costa (Napoli, Gaeta, e Amalfi) e lo Stato della Chiesa più a Nord.
Nell'VIII secolo, Scauniperga, moglie di Gisulfo II, duca di Benevento, fece trasformare la tomba di Ummidia Quadratilla (ma il Chronicon casinense riporta templum) in chiesa, che dedicò a S. Pietro. Probabilmente per questo, il villaggio circostante assunse il nome di Castellum Sancti Petri, conosciuto, in seguito, anche come San Pietro a Monastero.
Alla fine dell'VIII secolo nella città fu edificata anche la chiesa delle Cinque Torri; essa fu eretta ai piedi del colle Janulo, su di un terreno dove affiorava acqua; il pavimento della Chiesa venne rialzato tre volte, ma senza successo, per evitare il problema all'interno dell'edificio sacro; aveva un'originalissima pianta a simmetria centrale con all'interno un colonnato, con quattro torri agli angoli esterni ed una più ampia al centro.

#### La rifondazione della città
Per motivi amministrativi e difensivi a causa delle scorrerie dei Saraceni, l'abate Bertario fondò nuovamente la città ai piedi proprio del Colle Janulo, dove, sulle rive del Rapido, vi era già un piccolo monastero ed una chiesetta dedicata a San Benedetto. In quel luogo, non distante dalla chiesa delle Cinque Torri, nel 797, l'abate Gisulfo vi aveva fatto edificare una chiesa dedicata al Salvatore. Intorno a questa chiesa, nell'857, l'abate Bertario cominciò la costruzione del nuovo centro abitato, circondato da mura di difesa, chiamato Eulogimenopolis, la "Città di San Benedetto". Nell'874, l'imperatore Ludovico II, donò alla chiesa del Salvatore una reliquia di San Germano, vescovo di Capua, amico fraterno di San Benedetto. Tra la gente si diffuse la frase "imus ad Sanctum Germanum" per significare "andiamo a visita del Santo Germano", una visita devota alle reliquie del Santo: in questo periodo da Eulogimenopoli, nome pure difficile da dire tra la povera gente, il nome della città cominciò a trasformarsi in San Germano.

La Rocca Janula originale, come si presentava prima della Seconda Guerra Mondiale.

#### La distruzione dai Saraceni
Verso la metà del IX secolo il territorio di San Germano fu oggetto di numerose incursioni da parte dei Saraceni. Il 4 settembre 883 essi arrivarono a distruggere il monastero di Montecassino ed il 22 ottobre anche la città sottostante. Fecero scempio di cose e di persone, fu ucciso lo stesso abate Bertario e monaci dovettero abbandonare per lungo tempo l'Abbazia. Per 32 anni la regione subì le devastazioni saracene, fino a quando nel 915, nella battaglia del Garigliano, essi furono definitivamente battuti e cacciati.

#### La rinascita
Alla cacciata degli invasori la città risorse. Nel 949 l'abate Aligerno e i suoi monaci fecero ritorno a Montecassino e ricostruirono il monastero e la città. Iniziò così un periodo splendido per la regione: la zona si ripopolò e si costruirono villaggi. Sul colle Janulo l'abate fece costruire un torrione, la Rocca Janula, per difendere sia il monastero sia la città sottostante. La città divenne il centro amministrativo della Terra di San Benedetto in quanto qui vi alloggiavano e vi operavano gli uomini di governo guidati dall'Abate, come l'advocatus, cioè colui che amministrava la giustizia. In questo periodo visse a Montecassino lo storico teanese Erchemperto la cui Historia Langobardorum Beneventanorum è l'opera storica fondamentale del IX secolo sul Mezzogiorno. Nell'abbazia sono conservate i quattro Placiti cassinesi, primi documenti ufficiali scritti in volgare italiano: sono quattro testimonianze giurate, registrate tra il 960 e il 963 riguardanti le proprietà terriere del monastero.

## Il basso Medioevo cassinate

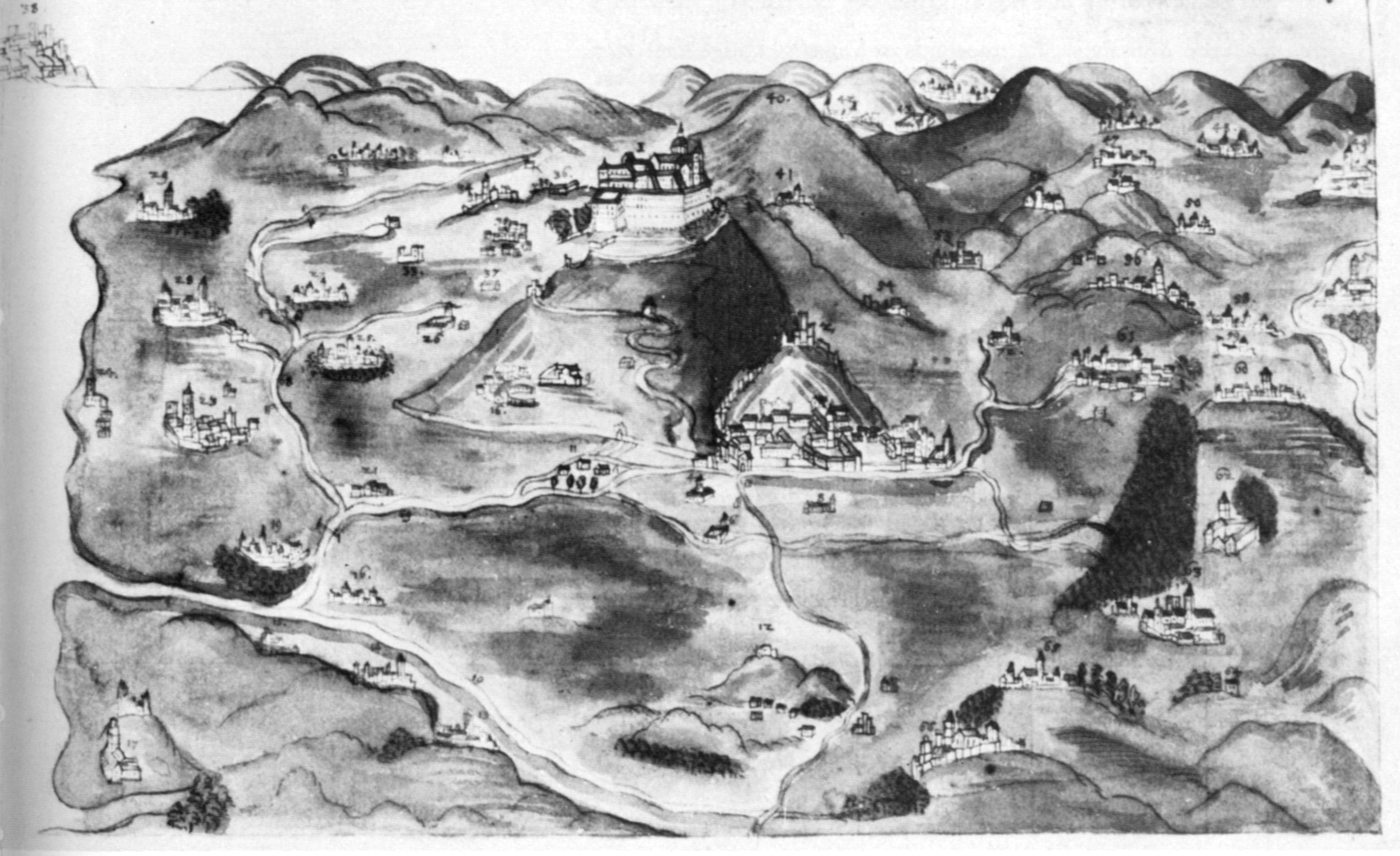
Miniatura della Cassino medievale e dei territori della Terra di San Benedetto.

### XI secolo
Nel 1004 un terremoto distrusse il torrione sul colle Janulo, che fu subito ricostruito e, nei secoli successivi, ulteriormente fortificato, assumendo le sembianze odierne. La ricostruita Rocca Janula nel 1022, fu scelta per installarvi una guarnigione dai Normanni che occupavano l'Italia centromeridionale. Nel 1045 il conte Rodolfo d'Aversa arrivò a San Germano per catturare l'abate Richerio, ma la situazione fu favorevole a quest'ultimo, che riuscì a respingere l'attacco del conte.

#### La prosperità nella Terra di San Benedetto
Sempre nell'XI secolo e fino alla fine del XIII nel territorio di San Germano si costruirono dei borghi e dei castelli e la città ne fu la "capitale". La città crebbe e prosperò molto, grazie allo sviluppo di attività commerciali e artigianali. Montecassino raggiunse l'apice della sua prosperità e potere nell'XI secolo sotto l'abate Desiderio (1058-1087), che divenne poi Papa col nome di Vittore III. I monaci divennero più di duecento e i loro manoscritti miniati divennero i più ricercati. Gli edifici dell'Abbazia furono riedificati e accresciuti; la Terra di San Benedetto venne organizzata grazie a nuove strutture ed insediamenti. Lavorarono alla riedificazione artisti amalfitani, longobardi e bizantini. La ricostruita chiesa abbaziale fu consacrata nel 1071 da Papa Alessandro II. Qui venne redatta la Chronica monasterii cassinensis di Leone di Ostia e Amato di Monte Cassino, maggiore opera storica sui Normanni nel Sud Italia.

### XII-XIII secolo
Nel periodo tra i secoli XII e XIII la città di San Germano, circondata da mura, aveva molte porte, 5 piazze, 7 "ospedali" (il termine deve far pensare anche a locande), un tribunale, una prigione, molte chiese, un quartiere ebraico, un quartiere greco e dei sobborghi. Era una città fiorente.

#### San Germano e lotte di potere
La prosperità fu, però, messa in pericolo dal periodo di anarchia che si venne a creare a causa delle lotte tra Longobardi e Normanni e tra i Normanni stessi. Nel 1115 gli abitanti di San Germano decisero, quindi, di occupare la Rocca Janula, ma l'abate Gerardo non tollerò l'incursione e li fece cacciare. Lo stesso abate approfittò dell'occasione per far ingrandire e fortificare la Rocca, che doveva controllare anche gli abitanti della città. Nel 1126, però, i Sangermanesi, approfittando del disaccordo tra l'abate Oderisio II e il papa Onofrio II, occuparono di nuovo la Rocca. Nel 1155 il re Guglielmo I "il Cattivo", che marciava contro papa Adriano IV, invase la Terra Sancti Benedicti ed occupò il monastero. Due anni più tardi, il 6 gennaio 1157, San Germano fu occupata dal conte di Rupecanina. Al re Guglielmo I il Cattivo successe Guglielmo II il Buono, che protesse il monastero e rigettò le pretese che i Sangermanesi avevano avanzato nei confronti del monastero stesso. Nel 1191 San Germano e i paesi limitrofi giurarono fedeltà all'imperatore Enrico IV di Germania, che era in marcia verso l'Italia meridionale. Ma quando egli fu costretto a ritornare in Germania, i Sangermanesi aprirono le porte della città a Tancredi II, re di Sicilia. Il decano Atenolfo, che presidiava il monastero, rifiutò di fare lo stesso e attaccò la città che si arrese. Nel 1199 San Germano fu attaccata e saccheggiata dalle truppe tedesche di Marcovaldo, siniscalco dell'Impero.

#### Le vicende tra Chiesa e Federico II
Nel XIII secolo l'influenza nella vita politica degli abati di Montecassino e l'importanza strategica della Rocca Janula e di San Germano aumentarono. La città fu, inoltre, al centro delle vicende tra la Chiesa e il re Federico II. Nel 1208 papa Innocenzo III riunì nel Duomo di San Germano i Baroni del Regno di Napoli, per discutere gli affari di governo da parte del suo pupillo, Federico II, ancora giovinetto. L'abate Roffredo fece costruire una cinta muraria che racchiudeva la Rocca e la città sottostante. Il 22 luglio 1225 a San Germano l'imperatore Federico II annunciò la preparazione di una crociata a Gerusalemme contro i Musulmani, l'episodio è noto come "Dieta di San Germano". Il re, comunque, interruppe la crociata tre giorni dopo la partenza e per questo motivo papa Gregorio IX lo scomunicò. Federico II, dal canto suo, riprese la crociata, ma ordinò al suo vicario in Italia, il duca di Spoleto, di occupare i possedimenti della Chiesa. Nel marzo 1229 il papa inviò un esercito a saccheggiare la Terra di San Benedetto. Il 23 luglio del 1230 la città fu, infine, luogo della firma della pace tra il papa Gregorio IX e l'imperatore Federico II avvenuta nella chiesa di San Germano e nota come "Trattato di San Germano". Nel 1231 l'Abate di Montecassino, Landolfo Sinibaldo, fece costruire, poco distante dalle mura della città, in onore di S. Francesco, una Chiesa ed un Convento (l'attuale Chiesa con edificio annesso di S. Antonio). Il 10 febbraio 1266, presso la città, tra gli Angioini e gli Svevi di Sicilia ebbe luogo una battaglia che, con un secondo scontro che si ebbe a Benevento, segnò la fine del dominio svevo in Italia. Il 25 febbraio dello stesso anno Carlo d'Angiò entrò in San Germano. Sotto gli ultimi Angioini ed i principi di Durazzo il Regno di Napoli subì varie devastazioni.

### XIV secolo
Nel sec. XIV, da Roma si cercò di separare l'amministrazione della città dal monastero ponendovi un vescovo, ma gli abati riuscirono a mantenere le loro prerogative.
Nel 1348 Luigi d'Ungheria, che voleva vendicare la morte di suo fratello Andrea ucciso da Giovanna I, invase il Regno con le bande del duca Guarniero. Il monastero, San Germano e tutta la Terra di San Benedetto furono depredati e devastati. Giacomo Papone, un abitante di Pignataro, alla testa dei vassalli ribelli, partecipò ai saccheggi.
Un grande terremoto sconvolse l'Italia centrale nel 1349 e colpì anche San Germano il 9/9/1349 alle ore 9 del mattino. L'epicentro situato nel distretto sismico di Venafro con un'intensità Mw 6.62 (X grado Mercalli), fece seguito a scosse verificatesi lo stesso giorno presso L'Aquila (Mw 6.46) e nella zona Viterbese-Umbra (Mw 5.91). San Germano posto a circa 20 km dall'epicentro ebbe rase al suolo la maggior parte delle abitazioni poste sulla valle, risparmiando, in parte, quelle addossate a Montecassino. Fu danneggiata in modo consistente l'Abbazia. Nel 1350 (o 1351) Boccaccio visitò il monastero di Montecassino. Nel 1357 una ricca abitante di San Germano, Gemma de Posis, moglie di un notaio, fece costruire a sue spese un ospedale. L'abbazia, rimasta pesantemente danneggiata dal terremoto del 1349, venne riparata nel 1366, grazie alle pressioni di Papa Urbano V che esortò tutti i benedettini a partecipare alla ricostruzione.

## Dal basso Medioevo all'Unità

### XVI-XVII secolo
Nel 1505 il monastero fu congiunto con quello di Santa Giustina di Padova. Nel 1527 la peste fece strage nell'intero cassinate. Nel 1562 fu costruito il Convento dei Domenicani, situato a poche decine di metri a nord dell'attuale monastero di S. Scolastica, con annessa Chiesa. L'edificio, prima che venisse distrutto durante l'ultima guerra, ospitava un carcere.
Nel 1573 San Germano e la Rocca furono occupati da Filippo II di Spagna. Nel 1579 fu edificato il Convento dei Cappuccini. Nel 1595 la città contava 938 fuochi (nuclei familiari).

#### Le rivolte popolari
Già nel 1521 si ebbe una rivolta dei cittadini che saccheggiarono l'Abbazia per giorni. Le sommosse degli abitanti contro il monastero, ripresero numerose alla fine del secolo.

La chiesa di S. Antonio in un'immagine d'epoca.

Nel 1647 la rivolta di Masaniello a Napoli infiammò anche gli animi di molti abitanti di San Germano e dintorni. Il capo della rivolta fu Domenico Colessa, soprannominato Papone (forse in ricordo di Giacomo Papone del 1348), la cui banda, composta di 8.000 uomini armati, occupò molti paesi della zona e tenne in scacco per parecchio tempo le truppe del re. Ma Colessa non riuscì mai ad occupare San Germano, a causa della strenua resistenza del duca Vincenzo Tuttavilla. La rivolta terminò dopo un anno, con la cattura e la successiva condanna a morte del capo dei rivoltosi, condanna che fu eseguita a Napoli nel 1648.

#### I nuovi edifici religiosi
Nell'ultimo decennio del XVII sec. furono ristrutturate molte chiese di San Germano. Lo stile romanico lasciò il posto a quello barocco. Cambiarono così aspetto l'attuale Chiesa di S. Antonio (antica Chiesa con annesso Convento di S. Francesco), la Chiesa Madre (ex Basilica del S. Salvatore) e quella di S. Pietro a Castello - detta anche S. Pietro al Monte - (del rione S. Pietro, ai piedi della Rocca Janula). Nel 1723, accanto alla Chiesa delle Cinque Torri, fu costruito il Convento delle Stimmatine.

### XVIII secolo
Il giorno 1 marzo 1734, il re Carlo III di Borbone, che andava ad occupare il Regno di Napoli, entrò a San Germano, dove rimase un mese.

#### Repubblica Napoletana: San Germano diventa capoluogo
La riforma Bassal del 1799 sancì per legge, per la prima ed unica volta, la creazione di una circoscrizione amministrativa che avesse in Cassino il proprio capoluogo amministrativo. Il Dipartimento del Garigliano era formato da 15 cantoni: Sora, Arpino, Atino (Atina), S. Germano (Cassino), Fondi, Gaeta, Roccaguglielmo, Sessa, Teano, Cajazzo, Pietra Veranno (Vairano), Piedimonti (Piedimonte d’Alife), Isernia, Venafro e Torra (Tora), con il capoluogo fissato nella città di San Germano; il cantone di San Germano risultava costituito dai comuni di San Germano, S. Elia, S. Michele, Cimarola [Piumarola], Cervaro, Pignataro, S. Angelo in Todice, Trocchia [S. Lucia di Monte di Trocchio], Evandro [Rocca d’Evandro], S. Pietro infine e S. Vittore. Commissario del potere esecutivo fu eletto Gianvincenzo Battiloro d'Arpino, il quale nominò come amministratori Pasquale e Francesco Paolo Navarro, Gaetano Ciolfi, Eleuterio Simonelli, Domenicantonio Lolli, e come commissari Antonio Grossi, Luigi Ciolfi, Giovanni Germani, Giovanni Toran, Carlo e Ferdinando de Vito Piscicelli, Giuseppe Montelli, Raffaele Coccoli, Pantaleone Brei, Andrea Bonifacio, Tommaso Ponari e Domenico Grana.
Nel novembre 1798 l'esercito napoletano attraversò San Germano per andare a combattere contro le truppe francesi del generale Championnet, presso Roma, ma, battuto, si ritirò verso Napoli, attraversando di nuovo il territorio del monastero. La vigilia di Natale del 1798 le truppe di Championnet, tra le quali si trovavano anche quelle polacche comandate dal gen. Dabrowski, invasero il Regno di Napoli ed il 30 dicembre occuparono San Germano. Fu l'inizio del breve periodo della Repubblica Napoletana. Il 2 gennaio del 1799, nella piazza del Mercato della città, fu innalzato l'Albero della Libertà e si costituì la Municipalità, il cui presidente fu Vincenzo Nacci (suo segretario Notar Massaro e suo consigliere un sacerdote, Domenico Ranaldi). La prima disposizione della Municipalità fu l'abolizione della feudalità dell'Abbazia di Montecassino e l'istituzione di un tribunale del popolo. Il 3 gennaio i Francesi lasciarono la città, non senza aver prima depredato il monastero, e si diressero verso Capua. A San Germano rimase una guarnigione, sotto il comando del commissario Pellettier. 
Ma non tutti gli abitanti della città erano favorevoli alla Repubblica e sempre più frequentemente avvenivano tumulti, anche a causa delle tasse imposte alla popolazione dal nuovo governo.
Il 9 febbraio del 1799 entrò in vigore la legge François Bassal che riorganizzava il territorio della repubblica. San Germano fu eletta a capoluogo del Dipartimento del Garigliano.

#### L'anarchia dopo la fine della Repubblica Napoletana
Il 21 febbraio la guarnigione francese lasciò la città, diventata pericolosa a causa delle bande armate che circolavano nel territorio. Il 25 dello stesso mese anche il presidente della Municipalità abbandonò San Germano. Fu la fine del governo repubblicano.
Non ne scaturì però un periodo di pace, al contrario, vi furono disordini e anarchia. Le bande armate, composte prevalentemente da avventurieri e da criminali, presero il sopravvento. Questa situazione durò fino al mese di luglio, quando Ferdinando IV riprese il suo trono.
Il 10 maggio le truppe francesi, che avevano lasciato Napoli per recarsi a nord, prima di attraversare San Germano, furono attaccate dagli abitanti e subirono delle perdite. La reazione dei Francesi, che volevano soltanto
attraversare la città e non attaccarla (poiché dovevano andare
a combattere in Italia del nord), fu violenta; essi, per rappresaglia, incendiarono una parte della città e causarono un gran numero di morti. Anche il monastero fu attaccato e saccheggiato.

### Il XIX secolo fino all'Unità d'Italia

Mappa della Terra di Lavoro prima dell'Unità d'Italia.

Nel 1806 i Francesi arrivarono di nuovo: il 14 febbraio Giuseppe Bonaparte e il generale Masséna entrarono in San Germano. Ma questa volta fu un'occupazione "tranquilla". Il secondo arrivo dei Francesi fu, sotto alcuni aspetti, positivo, poiché essi istituirono un'amministrazione moderna, accettata poi anche dalla monarchia allorché fu restaurata nel 1815.
Nel 1806-1807 il governo francese risistemò l'assetto territoriale e San Germano entrò a far parte del Distretto di Sora. Nel 1808 Napoleone concesse la corona del Regno di Napoli a suo cognato Gioacchino Murat, che regnò fino al 1815. Nel 1810 la superficie del Comune di San Germano era di 26.307 moggia napoletane (circa 8.850 ettari). Durante tutto il decennio francese Cassino tentò ripetutamente di spodestare Sora come capoluogo di distretto nella provincia Terra di Lavoro, agendo attraverso il ministero delle Finanze, favorevole al trasferimento della sede. Anche l’intendente di Terra di Lavoro, il 15 gennaio 1812, riteneva che se l’elemento decisivo per la scelta fosse stato rappresentato esclusivamente dalla «centralità» territoriale non vi era altro comune del distretto in grado di competere con la città di San Germano, la quale poteva vantare anche un sistema viario più ramificato rispetto a Sora. La sua centralità territoriale, comunque, le consentì di essere la "sede fiscale" del distretto, accogliendo gli uffici della «cassa del distretto di Sora». Il trasferimento del distretto a San Germano tornò alla ribalta con il ritorno dei Borbone e, nuovamente, tra 1856 e 1858, ma senza esito.
Tra il 15-17 maggio 1815, inoltre, la città fu scenario del cruento scontro finale della guerra austro-napoletana, con la cosiddetta battaglia di San Germano, che si concluse con la vittoria delle truppe austriache.
Nel dicembre del 1816 il "Regno di Napoli" divenne "Regno delle Due Sicilie". Le scuole di San Germano, come tutte quelle del Regno, erano clericali e private. Il 31 luglio del 1822, Ferdinando IV (divenuto Ferdinando I delle Due Sicilie) autorizzò l'istituzione di una scuola laica. Ma i Sangermanesi desideravano anche una scuola pubblica, che fu autorizzata due anni più tardi.
Diversamente da quanto accadde altrove, durante i moti insurrezionali del 1821-22 la città restò tranquilla, come anche durante quelli del 1848-49. Nel 1836-37 si verificarono molti casi di colera. La città diede i natali al filosofo Antonio Labriola nel 1843.

## Dall'Unità al 1943
Nel 1860 il Regno delle Due Sicilie fu occupato dalle truppe piemontesi e San Germano passò al Regno d'Italia, nel Circondario di Sora della Provincia di Terra di Lavoro con capoluogo Caserta.

### L'istituzione del Tribunale
Con il passaggio al Regno d'Italia e l'inevitabile riorganizzazione dell'ordinamento giudiziario per le province napoletane, più di una città aspirava ad essere sede di Tribunale. Vi erano, innanzi tutto, Sora e Gaeta che già erano capoluogo dei rispettivi circondari e dunque ospitavano uffici periferici statali e subprovinciali; a queste si aggiungevano le aspirazioni di Pontecorvo e Mola di Gaeta (Formia). Un autorevole sostenitore di San Germano fu l'allora abate di Montecassino, Simplicio Pappalettere.
Alla fine, fu San Germano ad avere la meglio. Il Regio Decreto del 17 febbraio 1861, a firma del luogotenente Eugenio di Savoia-Carignano, fu San Germano ad essere prescelta come sede del Tribunale circondariale, la cui competenza territoriale si estendeva sui due circondari di Sora e di Gaeta. L'ampia estensione territoriale della Terra di Lavoro, alla quale si aggiungeva l'insorgere del fenomeno del brigantaggio, furono le cause che portarono all'istituzione di un secondo Tribunale Civile in Terra di Lavoro oltre a quello di Santa Maria Capua Vetere.

### Da San Germano a Cassino
Il consiglio comunale di San Germano stabilì il 23 maggio 1863 che la città tornasse all'antico nome italianizzato Cassino, cosa che avvenne ufficialmente con il Regio Decreto del 23 luglio 1863. Nello stesso anno la città fu raggiunta dalla ferrovia.
Nel 1866 il nuovo Regno d'Italia assorbì i territori dei monasteri. Andò crescendo il numero di persone che si diedero al brigantaggio, tanto che si arrivò a creare un presidio dell'esercito nella città.
Nella seconda metà dell'800 a Cassino e dintorni si costruirono strade, edifici, ponti. Nel 1875, in particolare, fu inaugurato il Teatro Manzoni, sorto nell'area della vecchia stazione ferroviaria (che non fu mai completata), che sarà una delle glorie dei Cassinati fino alla sua distruzione nel 1944.
Sul finire dell'800, l'abbondanza di acque del Cassinate provocò numerosi disastri e problemi sanitari. Nell'estate del 1879, infatti, una violenta epidemia malarica si sviluppò in tutto il Circondario di Cassino. Le abbondanti piogge cadute nel corso della primavera del 1879 (la stazione meteorologica di Montecassino registrò una piovosità del mese di maggio superiore di dieci volte rispetto al corrispondente mese dell’anno precedente), seguite da una forte siccità estiva (praticamente non piovve mai in giugno e luglio) con elevate temperature, furono fattori che provocarono una fortissima infezione malarica. Il forte caldo sviluppatosi in estate, facendo evaporare parte dell’acqua straripata nei campi nei mesi precedenti, causò la formazione di numerose pozze sui terreni di pianura in cui aveva trovato il suo habitat di sviluppo l’agente infettivo della malaria, trasportato poi anche a chilometri di distanza dalle zanzare.
Nel 1887, come ancor prima nel 1865, il colera fece di nuovo la sua comparsa in città. L'epidemia fu molto più seria delle precedenti e durò due mesi, causando la morte di 87 persone. Le autorità amministrative della città furono costrette ad affrontare il problema per evitare il ripresentarsi periodico della malattia. Dalle ricerche fatte, emerse che la causa prima del morbo era da ricercarsi nelle acque del sottosuolo della città, acque che erano bevute dai cittadini e nelle quali confluivano spesso i liquami delle fogne.
Nel 1893 a partire dalla mattinata del 12 novembre e per ventiquattro ore consecutive continuò incessantemente a piovere finché a mezzogiorno del 13 novembre la città si trovò completamente inondata dall’acqua che aveva raggiunto anche i due metri d’altezza ed aveva provocato la morte di cinque persone.

A seguito di questi numerosi tragici eventi, si decise di costruire un acquedotto (terminato nel 1915) per attingere acqua dall'altra parte della valle e si iniziarono anche i lavori di bonifica per rimuovere il pericolo di inondazione e delle zone paludose. 

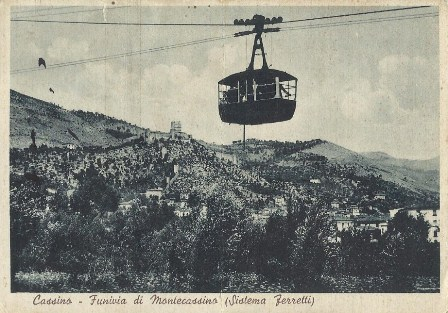
La Funivia di Cassino in una cartolina d'epoca.

Lentamente Cassino ebbe tutto ciò di cui ha bisogno una moderna città: strade, elettricità, acqua corrente nelle abitazioni. Il 13 gennaio 1915 un violento terremoto colpì Avezzano. A Cassino, a 100 km dall'epicentro, rimasero lesionati moltissimi edifici. Fu l'occasione per elaborare un piano di sistemazione urbanistica e di risanamento dei quartieri più degradati. I lavori iniziarono nel 1927. Nel 1927, Cassino passò dalla Provincia Terra di Lavoro alla neonata Provincia di Frosinone. Durante la I guerra mondiale a Cassino fu costruito un campo di concentramento per i prigionieri austriaci.
Il 21 maggio 1930 fu inaugurata la funivia iniziata l'anno precedente che conduceva dalla città all'Abbazia in 7 minuti coprendo un dislivello di oltre 400 m; si trattava del primo impianto del genere realizzato nel Mezzogiorno, nonché quello dotato di maggiore lunghezza di una campata.

## La Seconda Guerra Mondiale
Nel 1943 Cassino si trovò stretta tra due morse: gli Alleati che avanzavano da sud con l'obiettivo di raggiungere Roma, ed i Tedeschi a nord che si trinceravano dietro la Linea Gustav.

### 1943: primi segnali di guerra

#### I primi bombardamenti
Le prime avvisaglie della guerra si erano avute già a partire dal luglio 1943, quando, durante un volo di addestramento da parte di aerei tedeschi che avevano base presso l'aeroporto di Aquino, un caccia si scontrò con uno dei cavi della funivia provocandone il distacco e portando alla morte del pilota. L'impianto, non più ripristinato. Il 19 luglio seguirono ripetuti bombardamenti anglo-americani del vicino aeroporto di Aquino.
Il 10 settembre 1943, due giorni dopo la proclamazione dell'armistizio, che aveva fatto credere alla popolazione che la guerra fosse finita, Cassino subì il suo primo bombardamento da parte degli anglo-americani. Fu un bombardamento improvviso, che colse impreparata la popolazione, provocando danni alle case e agli edifici pubblici, nonché la morte di 105 persone, delle quali sono 3 erano militari tedeschi.

#### La Linea Gustav a Cassino
La morfologia del territorio ed il fatto che questo sia il punto di minor larghezza della penisola tra il Tirreno e l'Adriatico, sono state le cause principali della scelta tedesca della realizzazione di una linea difensiva che passasse per Cassino. La sua posizione strategica, è dovuta al fatto che il territorio che va da Roma a Napoli è caratterizzato da una serie di rilievi montuosi che si possono valicare soltanto attraversando strette strisce di terra. L'unica strada interna atta al passaggio di unità motorizzate era quella che fiancheggia la valle del Liri, il cui imbocco era dominato da Montecassino. Tale scelta si rivelò strategicamente positiva per la realizzazione di una difesa efficace da parte dei Tedeschi, tanto che occorsero quasi sei mesi agli Alleati Anglo-Americani per superarla.
Il 14 ottobre giunse a Cassino il ten. Colonnello austriaco Schlegel al comando della divisione Panzer Göring. Questi prospettò all'abate Gregorio Diamare il pericolo che correva l'Abbazia che, di lì a poco, si sarebbe trovata al centro del fronte di resistenza tedesca, e riuscì, quindi, a far mettere al sicuro gran parte dei tesori dell'Abbazia stessa (consegnati l'8 dicembre in Vaticano, con un carico di 120 autocarri). Contemporaneamente fu fatta sfollare la popolazione e tutto il territorio circostante l'Abbazia, ovvero la vallata, i monti vicini, e la stessa città di Cassino, le quali divennero un vero e proprio fortino con trincee, casematte, cannoni, carri armati, campi minati.

### 1944: Le quattro battaglie di Cassino
Le quattro battaglie di Cassino (gennaio-maggio 1944) furono tra le più importanti della seconda guerra mondiale. A Cassino, che si trovava lato Nord della cosiddetta linea Gustav, (linea che tagliava l'Italia dal Tirreno all'Adriatico, fino ad Ortona) erano attestati i tedeschi che controllavano così le vie d'accesso verso Roma; a Sud invece c'erano le truppe alleate intenzionate a risalire la penisola.

#### La 1ª battaglia (17 gennaio-18 febbraio)
La 1ª battaglia di Cassino iniziò nel pomeriggio del 17 gennaio 1944 quando il X corpo d'armata britannico dette il via al bombardamento d'artiglieria contro la fanteria tedesca. In seguito all'offensiva lanciata, il X corpo d'armata riuscì a sfondare il fronte del Garigliano nonostante che i tedeschi contrattaccassero con tutto l'accanimento possibile. Il XIV corpo d'armata tedesco di fronte al rischio di veder crollare il fronte di Cassino, fu costretto a chiamare rinforzi (29ª e 90ª Divisione Panzer Grenadier). La principale difesa, per i tedeschi, era costituita dal corso dei fiumi Rapido e Gari (le cui acque scorrono a circa 13 km/h raggiungendo anche una profondità di 3 m). La notte tra il 17 e il 18 gennaio il 141° Reg. americano, cercò di penetrare oltre il fiume Gari senza riuscirvi. Il 20 gennaio le compagnie d'assalto americane (Reg. 141° e 143°) tentarono nuovamente l'attraversamento del Gari, riuscendovi solo parzialmente a causa della resistenza dei tedeschi che avevano salvato dai bombardamenti gran parte delle armi pesanti.
Nel frattempo la 3ª Divisione di fanteria algerina a capo del maggiore generale de Goislard de Monsabert cercava di attaccare sul fronte di Cassino per occupare Monte Belvedere, Colle Abate e Terelle. All'inizio le truppe francesi ebbero successo, ma la resistenza tedesca fu accanita e fece fallire questo tentativo. Il 25 gennaio Clark dette l'ordine di attaccare da nord la città ma l'assalto fallì. Miglior sorte ebbero i fucilieri tunisini che riuscirono a conquistare il monte Belvedere. Altri tentativi alleati, sempre infruttuosi, si ebbero la notte del 25 e del 26 gennaio. Contemporaneamente, il Corpo di spedizione francese avanzò ulteriormente conquistando colle Abate e l'altura di 862 m a nord di questo. La posizione fu però riconquistata poco dopo dai tedeschi. Nel frattempo il generale Alexander mandava rinforzi a Cassino costituendo un Corpo d'armata composto dalla 2ª Divisione neozelandese e dalla 4ª Divisione indiana. Il 30 gennaio la fanteria americana riuscì a passare il Rapido ed a conquistare Caira, ai piedi di monte Cairo. Il 1º febbraio iniziò l'attacco di Cassino partendo da Caira. Il 2 febbraio la fanteria americana diede l'assalto anche alla Rocca Janula. In seguito a quest'offensiva i granatieri tedeschi furono spinti 1000 metri più a nord. Il 3 febbraio i tedeschi ricevettero come rinforzi 2 reggimenti di paracadutisti con relativi mitraglieri. Il 6 febbraio la fanteria americana raggiunse il monte Calvario, punto chiave di Montecassino perché da lì si poteva dominare l'intera città. Il 10 febbraio, però, i tedeschi scalzarono ancora una volta gli americani dal pendio di monte Calvario. L'11 febbraio le forze alleate tentarono nuovamente l'assalto a monte Calvario e Montecassino ma gli attacchi fallirono. La stessa sera il II Corpo d'armata americano smise di combattere per Montecassino.
Intanto il tenente generale Freyberg con il suo II Corpo d'armata neozelandese, rilevò il settore di Cassino: il suo compito doveva essere costituire una testa di ponte a sud della città di Cassino, mentre gli americani sarebbero penetrati in direzione di Piedimonte. A causa dell'inclemenza del tempo gli attacchi furono ripetutamente rinviati.

#### La 2ª battaglia (il bombardamento di Montecassino)
Freyberg, contrariamente ai generali Keyes e Ryder, sosteneva che l'insuccesso delle operazioni fin lì avvenute, fosse da imputare all'artiglieria tedesca manovrata dall'abbazia. Osservazioni aeree riferirono della presenza di alcune antenne radio e di soldati tedeschi che entravano e uscivano dal monastero, anche se, nella sostanza, non c'erano soldati tedeschi presenti stabilmente nell'Abbazia. A questo punto Freyberg chiese l'appoggio aereo e subordinò l'attacco programmato al monte alla distruzione del monastero. Nonostante il rifiuto di Clark, il generale Alexander decise che se Freyberg lo riteneva necessario, si sarebbe proceduto al bombardamento. Il piano di Freyberg prevedeva l'attacco simultaneo di Cassino, della collina del monastero e dell'abbazia.

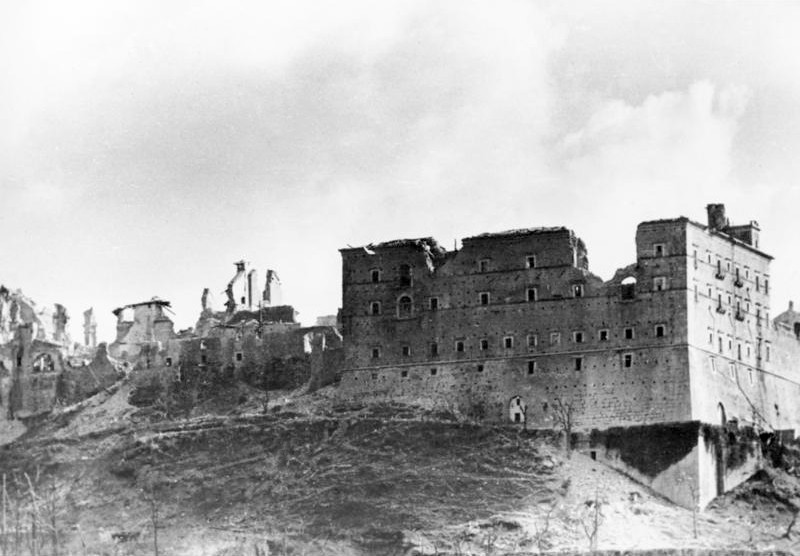
L'Abbazia di Montecassino distrutta dai bombardamenti alleati del '44

Il comandante del II Corpo d'armata, essendo migliorate le condizioni climatiche, ordinò che il bombardamento avvenisse nel pomeriggio del 16 febbraio, ma questo fu poi anticipato al 15. Il 15 febbraio, dunque, fu sganciata la prima serie di bombe (253 000 kg ad alto potenziale esplosivo). La seconda ondata di bombardieri sganciò altri 100 000 kg di bombe.
Il monastero e la basilica furono ridotte a macerie, solo le mura esterne, la scala d'ingresso e parte della torretta resistettero alle bombe. Le forze aeree alleate continuarono ad attaccare le rovine senza causare eccessive perdite ai tedeschi che avevano provveduto a nascondere le armi pesanti. Questi stessi tedeschi fecero evacuare l'ottantatreenne abbate Diamare.
Il 16 ed il 17 febbraio la Brigata indiana tentò di varcare il Rapido senza riuscirvi. Lo stesso giorno il 28º battaglione Maori riuscì a raggiungere la linea ferroviaria a N-O di monte Trocchio, occupò col favore della notte il fabbricato della stazione spingendosi oltre il rapido, anche se poi dovette indietreggiare a causa del contrattacco tedesco.
Il 19 febbraio il generale Alexander, dopo che tutti i tentativi per conquistare Montecassino erano falliti, diede l'ordine di cessare tutti i combattimenti. Solo l'artiglieria continuava la sua opera. La morsa dell'inverno, intanto, continuava a farsi sentire con bufere di neve e piogge incessanti.

#### La 3ª battaglia (20 febbraio-25 marzo)
Il 21 febbraio venivano effettuati i preparativi di un ulteriore attacco predisposto dal generale Freyberg e chiamato "operazione Dickens". Anche in questa occasione si decise di attaccare frontalmente sia Cassino che la collina e fu previsto un massiccio impiego di aviazione ed artiglieria. Nel frattempo le forze tedesche avevano avuto il tempo di rimpiazzare gli uomini che avevano sopportato la campagna invernale e avevano trasformato i resti del monastero in una vera e propria fortezza. Nei giorni successivi le condizioni climatiche avverse, tra cui freddo e neve, rellentarono notevolmente l'attività della fanteria ma non quella dell'artiglieria alleata che martellò incessantemente le postazioni nemiche. Il 10 marzo il II Corpo d'armata neozelandese, che ricevette la pianta della città di Cassino con le postazioni nemiche e la dislocazione dei campi minati, si preparò all'attacco.

##### Il bombardamento di Cassino

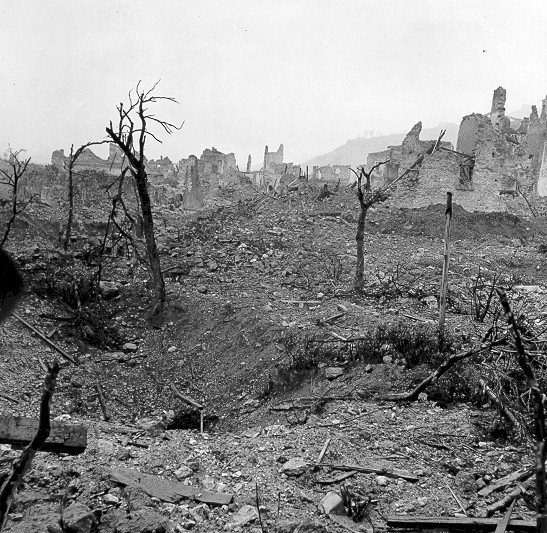
Ruderi della città di Cassino dopo il bombardamento

Il 15 marzo tutti i più alti gradi delle forze alleate, compreso il generale Alexander erano riuniti presso il comando operativo del II Corpo d'armata a Cervaro, per assistere al bombardamento che avrebbe dovuto radere al suolo la città di Cassino.
Alle 8.30 del 15 marzo con il lancio della prima serie di bombe iniziò la seconda fase della battaglia di Cassino. I bombardamenti durarono quattro ore, nel corso dell'operazione vennero impiegati 575 bombardieri e 200 cacciabombardieri e furono sganciate 1 140 000 kg di bombe ad alto potenziale esplosivo (forse più che nella stessa Berlino). Considerato che le forze tedesche consistevano di circa 350 uomini tra paracadutisti e pionieri si è calcolato che per ogni soldato tedesco sono stati sganciati circa 4 000 kg di esplosivo. Dopo la valanga di fuoco solo un gruppo di paracadutisti rifugiatisi in una caverna ai piedi di Montecassino riuscì a salvarsi. Anche tra gli alleati vi furono alcune perdite a causa di errori di comunicazione. Dopo il bombardamento al posto di strade e case vi erano solo macerie e crateri causati dalle esplosioni. La città era completamente rasa al suolo. Dopo la forza aerea fu la volta dell'artiglieria, della fanteria e dei carri armati che attaccarono ciò che rimaneva di Cassino.

##### La resistenza tedesca tra le macerie
I circa 100 soldati tedeschi sopravvissuti al bombardamento organizzarono la difesa della città tra le macerie e riuscirono a bloccare l'avanzata alleata, poiché era praticamente impossibile per i carri armati avanzare. Il Battaglione Neozelandese riuscì a conquistare la rocca Janula solo dopo aspri combattimenti mentre la SS Casilina rimaneva ancora in mano tedesca (nonostante che i 2/3 della città fossero in mano alleata). Con il favore della notte il generale Heidrich poté inviare rinforzi ai soldati tedeschi, i quali furono ulteriormente protetti dall'artiglieria posta sulle alture. Freyberg ordinò allora l'attacco del monastero, che fallì nonostante gli sforzi dei Rajputaua che giunsero fino a quota 236 e dei Gurka che, passando per la collina del "boia" (dal pilone della funivia che era rimasto in piedi), giunsero a quota 435, per poi essere costretti a ritirarsi.
Tra il 16 e il 17 marzo i genieri riuscirono a ricavare un passaggio per i carri armati tra le macerie della città e gli alleati riuscirono così a conquistare la stazione ferroviaria, poco distante dalla via Casilina. Il 17 marzo vi fu una breve tregua che permise alle due fazioni di recuperare morti e feriti.
Il 18 marzo i paracadutisti tedeschi tentarono di recuperare la stazione, ma i soldati neozelandesi li respinsero. Intanto due compagnie del Battaglione Essex furono inviate sulla rocca Janula per rinforzare i Gurka rimasti soli sullo sperone della "collina del boia". La città di Cassino era ora quasi tutta in mano alleata e i genieri lavoravano alacremente per costruire strade. Il 19 marzo i Maori tentarono la conquista dell'Hotel Continental per poter giungere alla via Casilina. I tedeschi però riuscirono a bloccarli. Nel frattempo la Brigata indiana cercò di respingere l'attacco tedesco nei pressi della Rocca Janula. Dopo due ore di tregua per il recupero dei morti e dei feriti, neozelandesi, indiani e americani con molti mezzi corazzati partirono da Caira verso la Masseria Albaneta alla volta di Montecassino. I genieri avevano infatti realizzato una strada denominata Cavendish Road che terminava a 800 m dal monastero. Qui i carri armati furono costretti a proseguire in fila e quando si trovarono sotto il fuoco nemico furono distrutti e costretti a battere in ritirata. Fallì così l'attacco alleato. Il 20 marzo gli alleati tentarono un colpo di mano con i paracadutisti, ma anche questo tentativo fallì. A questo punto il generale Alexander, convocato il consiglio di guerra, decise la sospensione della battaglia. Tutti i generali furono concordi con Alexander, ad eccezione di Freyberg che chiese ed ottenne di effettuare un ultimo tentativo.
Il 22 marzo il II Corpo d'armata neozelandese sferrò un attacco contro i paracadutisti tedeschi. Al fallimento dell'operazione e dopo un ultimo attacco dei Gurka, che dovettero ritirarsi dalle rovine della città, il generale Alexander predispose la sospensione definitiva dei combattimenti. Terminava così la seconda fase della battaglia di Cassino, durante la quale i tedeschi avevano subito molte perdite ma avevano dimostrato che la fanteria, se ben addestrata, era capace di resistere anche all'attacco di preponderanti unità corazzate. A questo punto Alexander consentì a Freyberg, di trasferire l'8ª Armata nel settore di Cassino per l'offensiva finale. Il 24 marzo già si era all'opera per predisporre una nuova offensiva. A tal fine furono distrutte tutte le vie di comunicazione e di rifornimento delle armate del feldmaresciallo Kesselring.

#### La 4ª battaglia (11-19 maggio)
Intorno alla metà di marzo il generale Anders con il colonnello Wisniowski s'incontrarono con il generale Leese comandante dell'8ª armata per predisporre l'attacco che ci sarebbe stato in primavera. L'8ª armata avrebbe dovuto forzare il Rapido e conquistare il Monastero, dopodiché la 5ª armata si sarebbe unita all'8ª per mettersi in contatto con la testa di ponte alleata ad Anzio e giungere a Roma nel più breve tempo possibile. Sul fronte che andava da Gaeta a Cassino vi erano 17 divisioni, 9 delle quali con l'8ª armata guidata dal generale Leese ed 8 con la 5ª armata con a capo il generale Clark. Al II Corpo d'armata polacco fu affidato il compito di procedere all'assalto di Montecassino. La 3ª fase della battaglia di Cassino, che si svolse nel mese di maggio col favore delle migliori condizioni climatiche, ebbe come premessa una serie di attività il cui intento era quello di far credere ai tedeschi che le forze alleate avrebbero sospeso ogni tentativo di sfondare la linea Gustav, in favore di un'azione su Civitavecchia, alla volta di Roma.
Le operazioni di spostamento dell'8ª armata avvennero nottetempo. Il Corpo d'armata polacco, stanziato dietro Montecassino, ebbe l'ordine di osservare il silenzio radio ed i posti di comando furono mascherati. Le divisioni britanniche che avrebbero dovuto forzare il Rapido e il Gari si esercitarono all'attraversamento dal fiume dietro la linea del fronte ed i lavori per l'attraversamento furono realizzati nottetempo per essere mimetizzati durante il giorno. Il corpo di spedizione francese fu rinforzato e fatto attestare a Suio, si mascherò l'arrivo di due divisioni canadesi su Rapido e Gari ed il tiro dell'artiglieria fu tenuto sotto controllo per non insospettire le forze tedesche sull'aumento di presenze alleate. Kesselring credette al cambiamento di rotta e trasferì 2 divisioni a Civitavecchia.
L'11 maggio alle ore 23.00 circa, iniziò un intenso bombardamento delle forze tedesche. Le divisioni marocchine, nel frattempo, avanzarono verso gli Aurunci e si spinsero fino a monte Maio. Le divisioni indiana e britannica superarono il Gari a sud di Cassino e si attestarono sulla sponda opposta. Alle ore 1.00 del 12 anche i soldati polacchi avviarono il loro attacco cercando di raggiungere quota 517 (conosciuta come dorsale del fantasma, Widmo in polacco). Un successo si registrò grazie alla 3ª Divisione fucilieri carpatica, che conquistò monte Calvario a quota 593. L'attacco a masseria Albaneta non ebbe buon esito nonostante le gravi perdite. All'alba successiva entrò in azione la flotta aerea alleata che operò in perfetta cooperazione con le forze di terra le quali segnalavano i vari obiettivi da attaccare.
Ciò nonostante i paracadutisti tedeschi riuscirono a rioccupare monte Calvario ed il generale Anders a causa delle gravi perdite fu costretto a ritirare le truppe polacche. Al termine del 1º giorno dell'ultima battaglia di Cassino solo il generale Juin poteva asserire di aver riportato un successo significativo. Il 13 maggio Kesselring cercò di guadagnare tempo ritardando la caduta di Cassino per consentire alle unità minacciate di ritirarsi occupando la seconda linea di difesa, la linea Hitler.
Quello stesso giorno le forze motorizzate francesi occuparono Sant'Andrea sul Garigliano e la fanteria marocchina giunse al Liri. Il 14 maggio la stessa fanteria marocchina si spinse fino a S. Giorgio, mentre quella algerina occupò Castelforte. Venne così realizzato l'assalto dalle montagne ed i Goum valicarono i monti Aurunci senza incontrare grosse resistenze. Juin poté ora realizzare quello che aveva pensato fin dal gennaio del 1944: attaccare Cassino dalla via Casilina attraverso i monti Aurunci. In tal modo egli aprì una breccia nella linea Gustav attraverso monte Petrella (1533 m).
A sud il II Corpo d'armata americano, dopo pesanti scontri, riuscì a conquistare solo l'abitato di S. Maria Infante. I britannici dopo aver "creato" un ponte galleggiante sul Gari, riuscirono a prendere Sant'Angelo. La Divisione indiana conquistò la città di Pignataro. I francesi giunsero fino a monte Petrella e monte Revole. Il 16 maggio la fanteria Kresowa conquistò il pendio meridionale del Widmo. Il 17 sempre i polacchi attaccarono colle Sant'Angelo e monte Calvario, ma furono respinti, con molteplici perdite, dai paracadutisti tedeschi. I Goum erano giunti nel frattempo sulla strada Itri-Pico, a 40 km dietro il fronte tedesco di Cassino, e di lì a poco avrebbero causato la caduta di Montecassino. Le forze americane, contemporaneamente, avevano conquistato Formia. La notte del 17 maggio con il bombardamento della stazione di Cassino iniziò la ritirata delle forze tedesche dal settore di Cassino. All'alba del 18 maggio la collina del Monastero era in mano alleata e la battaglia 
di Montecassino era finalmente conclusa.

## Dal dopoguerra ad oggi

### L'immediato dopoguerra
Con i primi bombardamenti gli abitanti di Cassino erano stati fatti sfollare e, ognuno, per quanto aveva potuto, aveva cercato riparo presso parenti o conoscenti, in Italia o all'estero. Non appena le notizie della rottura della linea Gustav e della caduta di Cassino si propagarono e raggiunsero gli sfollati, essi, lentamente, cominciarono a ritornare alle loro case. Ma l'incubo non era ancora finito. Molte furono, infatti, le vittime, che si ebbero per molto tempo ancora, a causa di ordigni inesplosi e di un'epidemia di malaria, che falciarono senza pietà coloro che per primi tornarono a Cassino e cominciarono a ricostruire la città. Va rilevato, infatti, che l'area era divenuta insalubre a causa degli acquitrini formatisi con l'allagamento della vallata (allagamento operato dai tedeschi a scopi difensivi). Tutte queste vittime del dopoguerra, si andarono tristemente ad aggiungere alle 2000 vittime che si stima provocò la guerra stessa.
Le immani perdite subite dagli eserciti impegnati nelle battaglie di Cassino portarono nell'immediato dopoguerra alla realizzazione di tre cimiteri di guerra sul territorio comunale: un cimitero polacco, un cimitero del Commonwealth, ed un cimitero tedesco.
Per le devastazioni subite la città di Cassino meritò l'appellativo di "Città Martire" e con D.P.R. del 15 febbraio 1949 fu decorata con medaglia d'oro al valor militare.

### La ricostruzione
Rasa completamente al suolo dai bombardamenti, Cassino era stata privata dei suoi edifici più significativi e delle stratificazioni storiche; senza più traccia della sua struttura urbana, nonché di memoria storica a causa della perdita della maggior delle fonti documentarie, la città iniziò faticosamente l'opera di ricostruzione durante la quale furono avanzate diverse proposte di Piani di Ricostruzione. Alcune proposte prevedevano la pura e semplice ricostruzione, sulle aree dove sorgeva la Cassino anteguerra. Altre propendevano per lo spostamento in luogo più salubre e a ridosso della direttrice stradale Roma-Napoli, prevedendo un vincolo di non edificabilità sulle macerie della città per lasciarle a ricordo della grande battaglia. Tuttavia, come avvenuto anche in altre zone d'Italia, sull'onda dell'emergenza si accettò la regola del "fatto compiuto", consentendo l'edificazione spontanea di edifici, spesso sulle macerie stesse degli edifici distrutti. Alla fine si optò per l'abbandono del sito della città medioevale a ridosso di Rocca Janula (per ragioni ambientali) e l'utilizzo del nuovo impianto stradale dell'ultimo piano regolatore prebellico, risalente al 1916.
Il 15 marzo del 1945 il Capo del Governo, Ivanoe Bonomi alla presenza del sindaco Gaetano Di Biasio consacrò la rinascita di Cassino. Lo stesso giorno fu posta la prima pietra per la ricostruzione dell'Abbazia di Montecassino.
Il piano di ricostruzione della città fu approvato nel 1946 e realizzato dall'architetto Giuseppe Nicolosi, in collaborazione con gli architetti Concezio Petrucci ed Antonio Gatti.
La realizzazione del piano, però, tarderà dieci anni a causa di varianti e proroghe, dovute sia alle pressioni dei cittadini proprietari, sia per le scelte politiche dettate dall'emergenza di quegli anni. Di fatto, furono conservati i principali assi stradali, anche se ampliati e rettificati; alcuni edifici di culto furono riedificati pressappoco nel sito originario; sostanzialmente la nuova città fu strutturata secondo direttive di sviluppo a ridosso e perpendicolarmente all'asse stradale della Casilina, lungo la direttrice Roma-Napoli, considerando che la ferrovia, posta nella parte meridionale del nucleo urbano, costituiva di fatto una linea di confine al tessuto edilizio.
La nuova città, che si andava formando, aveva come centro la chiesa di S. Antonio, quella chiesa che prima della guerra sorgeva al di fuori delle mura e che ora fu la prima delle antiche chiese ad essere ricostruita, perché la "meno" danneggiata.
Grazie all'erogazione dei danni di guerra molti cittadini ricostruirono la propria casa ai lati delle vie più importanti (Casilina, viale Dante) costituendo il nucleo dell'attuale centro urbano.
Fondamentale fu la nascita dell'E.RI.CAS. (Ente per la ricostruzione del Cassinate), istituita nel 1949, grazie all'iniziativa dell'allora sindaco Gaetano Di Biasio. L'Ente consentì l'affidamento da parte del Ministero dei Lavori Pubblici ad una cooperativa a responsabilità limitata della costruzione di opere straordinarie mediante un finanziamento di dieci miliardi di lire.
Non dimenticando la sua antica vocazione agricola la città si dotò di un campo boario e avviò un articolato programma di risanamento idrico e geologico grazie al Consorzio di Bonifica "Valle del Liri" (istituito nel 1950). Contemporaneamente ebbe un notevole impulso anche il consorzio "Acquedotto degli Aurunci", che nel 1964 annoverava 72 comuni tra le province di Frosinone e Latina.
Nel 1964 iniziò la costruzione, su un'area di 19 ettari, dell'insediamento dell'80º Battaglione Fanteria "Roma" per l'addestramento delle reclute. Nello stesso anno, il 30 ottobre, Papa Paolo VI fece visita alla città per riconsacrare l'Abbazia.

### L'industrializzazione del Cassinate
Dalla ricostruzione si crearono le premesse per il processo di trasformazione del sistema produttivo che da prevalentemente agricolo divenne industriale. Di fondamentale importanza per la rinascita di Cassino fu la costituzione, nel 1955, della Banca Popolare del Cassinate voluta dall'allora sindaco di Cassino Pier Carlo Restagno. Restagno aveva intuito la voglia di rinascita che animava la città di Cassino e aveva immaginato che una Banca Popolare, amministrata e diretta da persone del posto, poteva essere un prezioso contributo per la ricostruzione e poteva davvero animare la ripresa delle prime iniziative artigianali, commerciali ed imprenditoriali. 

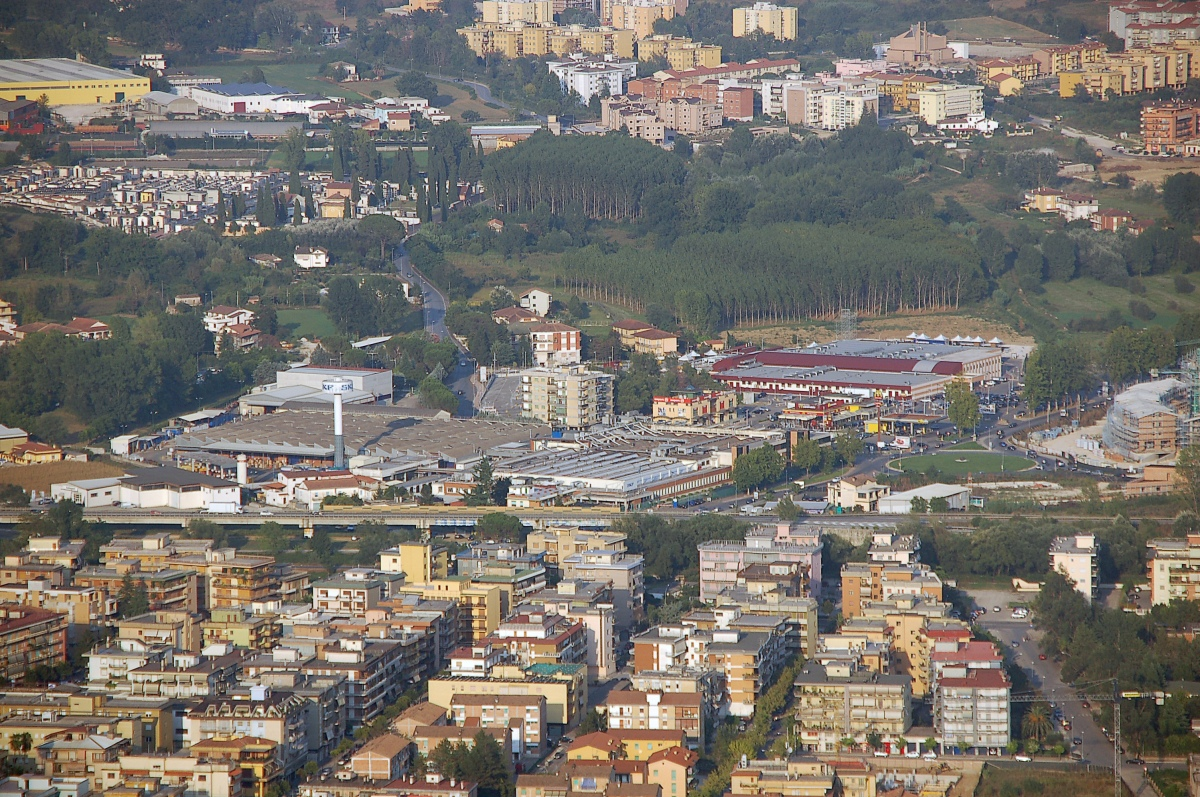
Veduta di Cassino e dell'area della SKF

Negli anni cinquanta si assistette, così, ad un continuo fiorire di attività imprenditoriali all'interno ed intorno al centro urbano. Fabbriche come: Pafes (produzione di tubi fluorescenti), Plastofer (lavorazione di legno e plastica), Pontecassino (fabbricazione di materassi in gommapiuma), Peroni, un pastificio e varie industrie edili, dettero lavoro a molti cittadini e furono un vanto per la città, anche se, nel volgere di pochi anni, molte di esse chiusero e lasciarono il posto ad industrie più grandi quali S.M.I.T. (azienda tipografica) e R.I.V. (azienda metalmeccanica, oggi SKF).
Ulteriori elementi propulsivi furono la realizzazione nel 1962 del casello di Cassino sul tratto autostradale Roma-Napoli e l'istituzione della Cassa per il Mezzogiorno. Con queste premesse si realizzarono negli anni a venire, importanti insediamenti industriali, come l'industria di imballaggi Thermosac, la cartiera Relac e, soprattutto, lo stabilimento Fiat. Quest'ultimo fu aperto nel 1972 ed occupò 7000 dipendenti, ai quali si aggiunsero quelli impiegati dal suo indotto, risultando decisivo per la modificazione del tessuto sociale ed economico del cassinate.

### L'Università di Cassino
Il 3 aprile 1979, da un istituto pareggiato di Magistero, si passò all'istituzione dell'Università degli Studi di Cassino.

### Cassino e la nuova provincia
Le aspirazioni di Cassino capoluogo hanno radici profonde. Già nel corso dell'800, l'allora San Germano si propose più volte per spodestare Sora da capoluogo distrettuale della Provincia Terra di Lavoro. In una missiva del 10 dicembre 1861, rivolta a Vincenzo Miglietti, ministro di Grazia e giustizia, l'abate Pappalettere avanzò la richiesta di far di Cassino una città sede di prefettura, vale a dire elevarla a capoluogo di provincia.
(Abate Simplicio Pappalettere,10 dicembre 1861)
Nel dopoguerra, la rinascita di Cassino, la sua nuova importanza industriale ed i mai sopiti legami culturali con l'antica Terra di Lavoro, fecero rifiorire tali aspirazioni uniti a nuovi sentimenti di indipendenza dalla Provincia di Frosinone, nella quale Cassino era stata forzatamente inserita nell'ambito del riassetto territoriale imposto dallo Stato fascista nel 1927.
Tra 1956 e 2006, sono state ben dieci le proposte di legge per far diventare Cassino capoluogo di una nuova provincia. Tutte rivelatesi infruttuose. Le proposte parlamentari sono state presentate dagli on.li Angelucci (1956); Picano (1984); Pecoraro Scanio (1996), Testa (1997), Magliocchetti (1997) (queste ultime supportate dalla nascita nel 1999 del MASL, Movimento Autonomista Sud Lazio), Tofani (2004), La Starza-Conte (2004) e, infine, dall'on.le Formisano (2006); le iniziative a livello regionale sono state prese dal consigliere Gentile (1993) e dai consiglieri Vitelli-Collepardi (1998).
Mentre le proposte iniziali riguardavano l'istituzione della "Provincia di Cassino", dal 1996 si iniziò a parlare di "Provincia del basso Lazio" o "Provincia del Lazio Meridionale" con capoluogo Cassino, ma comprendente anche il comune di Sora. L'ultima proposta, datata 2006, prevedeva, invece, una provincia "tripolare", con capoluoghi le città di Cassino, Sora e Formia, andando a ricalcare in questo modo i confini storici dell'Alta Terra di Lavoro. Tale proposta, era giustificata dal fatto che l'attuale configurazione territoriale “longitudinale” delle provincie di Frosinone e Latina, con la posizione dei relativi capoluoghi a una distanza considerevole (talvolta superiore a 100 chilometri) dalla maggior parte dei comuni del Lazio meridionale, avesse determinato nel tempo scelte politico-amministrative troppo spesso sbilanciate in favore delle aree settentrionali della provincia, anche per effetto della forza centrifuga esercitata dal polo romano. La suddetta proposta parlamentare era, inoltre, rafforzata dalle delibere favorevoli di 41 dei 63 comuni interessati, che rappresentavano la maggioranza della popolazione dell'area stessa (circa 205.000 abitanti su 310.000 complessivi).
Accantonati i sogni di indipendenza dal capoluogo, oggi Cassino è uno sviluppato centro industriale e commerciale, segnato tuttavia dalle crisi cicliche del mercato dell'auto che influenzano negativamente l'economia cittadina.